# TRNA (guanina-N2-)-metiltransferasi
La tRNA (guanina-N2-)-metiltransferasi è un enzima appartenente alla classe delle transferasi, che catalizza la seguente reazione:
S-adenosil-L-metionina + tRNA ⇄ S-adenosil-L-omocisteina + tRNA contenente N2-metilguanina
Nei tRNA eucariotici sono portate a termine due metilazioni della N2-guanina, in posizione 10 e 29.